# Thời kỳ hoàng kim Hà Lan
Thời kỳ hoàng kim Hà Lan là một thời kỳ phát triển rực rỡ trong lịch sử Hà Lan. Thời kỳ này trải dài trong thế kỷ 17. Hà Lan trong thời kỳ này nằm trong nhóm các quốc gia hàng đầu về khoa học, mậu dịch, quân sự, nghệ thuật. Nửa đầu thời kỳ này chứng kiến cuộc  chiến tranh 80 năm cho đến 1648. Thời kỳ hoàng kim Hà Lan tiếp tục diễn ra trong hòa bình đến cuối thế kỷ 17 trong giai đoạn Cộng hòa Hà Lan.

## Nguyên nhân dẫn đến thời kỳ hoàng kim
Năm 1568, bảy tỉnh đã ký Liên hiệp Utrecht (tiếng Hà Lan: Unie van Utrecht) bắt đầu một cuộc nổi loạn chống lại Philip II của Tây Ban Nha đã dẫn đến cuộc chiến tranh tám mươi năm. Trước khi các nước ở xứ thấp có thể bị hoàn toàn chinh phục, một cuộc chiến tranh giữa Anh và Tây Ban Nha nổ ra, buộc quân đội Tây Ban Nha theo Philip II để ngăn chặn sự tiến quân của quân Anh. Trong khi đó, quân đội Tây Ban Nha của Philip đã chinh phục các thành phố thương mại quan trọng Bruges và Ghent. Antwerpen, thời điểm đó là cảng quan trọng nhất trên thế giới, phải bị chinh phục. Ngày 17 tháng 8 năm 1585 Antwerpen thất thủ, bắt đầu phân định Nam Hà Lan (phần lớn trùng với nước Bỉ ngày nay). Các tỉnh thống nhất (xấp xỉ diện tích ngày nay của Hà Lan) đã chiến đấu cho đến khi Hòa ước mười hai năm, không kết thúc chiến tranh. Hòa ước Westphalia, kết thúc Chiến tranh ba mươi năm, mang lại công nhận chính thức và không chính thức công nhận độc lập cho nước Cộng hòa Hà Lan năm 1648.

### Sự di cư của công nhân lành nghề sang Hà Lan
Theo các điều khoản đầu hàng Antwerpen năm 1585 dân Tin Lành (nếu không muốn chuyển đạo) đã được đưa ra hai năm để giải quyết công việc của mình trước khi rời khỏi thành phố và lãnh thổ Habsburg. Các sắp xếp tương tự đã được thực hiện ở những nơi khác. Những người Tin Lành đặc biệt là đại diện điển hình trong số các thợ thủ công lành nghề và thương nhân giàu có của thành phố cảng Bruges, Ghent và Antwerpen. Nhiều người hơn đã chuyển đến miền Bắc trong giai đoạn 1585-1630 hơn là số người Công giáo di chuyển theo một hướng khác, mặc dù cũng đã có nhiều người trong số này. Trong số những người chuyển đến phía bắc, nhiều người trong số những người di dân định cư ở Amsterdam, chuyển đổi một cảng nhỏ là vào năm 1585 trở thành một trong những cảng quan trọng nhất và các trung tâm thương mại trên thế giới theo 1630. Cuộc di cư này có thể được mô tả là 'tạo ra một Antwerpen mới '. Những đợt nhập cư hàng loạt từ Flanders và Brabant là một động lực quan trọng đằng sau kỷ nguyên hoàng kim Hà Lan.
Ngoài di cư hàng loạt của người dân địa phương từ Hà Lan miền Nam, cũng có những các làn sóng nhập cư quan trọng của người tị nạn không bản địa trước đây mình đã chạy trốn khỏi các cuộc đàn áp tôn giáo, đặc biệt là người Do Thái Sephardi từ Bồ Đào Nha và Tây Ban Nha, và sau đó, người Huguenot từ Pháp. Các Giáo Phụ Pilgrim cũng dành thời gian ở đó trước khi đi đến Tân thế giới.
Đạo đức Calvinist
Ronald Findlay và Kevin H. O’Rourke đóng góp một phần uy thế của Hà Lan cho Đạo đức Calvinis, thúc đẩy tiết kiệm và giáo dục. Điều này góp phần vào tạo nên "lãi suất thấp nhất và tỷ lệ biết chữ cao nhất tại châu Âu. Sư phong phú về vốn giúp việc duy trì sự giàu có ấn tượng, thể hiện không chỉ ở quân đội lớn mạnh mà còn ở dự trữ dồi dào các loại hàng hóa được dùng để bình ổn giá và tận dụng các cơ hội sinh lời." 